# 낙민역
낙민역(Nangmin station, 樂民驛)은 대한민국 부산광역시 동래구 낙민동과 복산동에 걸쳐 있는 부산 도시철도 4호선의 지하철역이다.

## 역사
- 2011년 3월 30일 : 부산 도시철도 4호선 개통과 함께 영업 개시

## 개요
인근에 동해선 동래역이 있으며, 이를 과거 안내방송에서도 언급했었으나 동래역이 복선전철 공사로 여객 취급이 일시 중단된 이후부터 안내방송에서 삭제되었다.
최근 차내 안내방송 개정으로 동해선 환승 안내가 추가되었으나, 직접 연결되는 환승 통로는 없다. 따라서 역사에서 나가서 교통카드로 환승해야 한다.

## 역 구조
1면 2선의 섬식 승강장을 가진 지하역이다. 스크린도어가 설치되어 있다. 출구는 4개다. 1·3번 출구는 복산동에 있고, 2·4번 출구는 낙민동에 있다.

### 승강장
| 수안 ↑   |
| 하 상 \| |
| ↓ 충렬사 |

| 상행 | ● 부산 도시철도 4호선 | 미남 • 동래 • 수안 방면          |
| 하행 | ● 부산 도시철도 4호선 | 충렬사 • 명장 • 고촌 • 안평 방면 |

- 승강장에서 반대 방면 열차로 갈아 탈 수 있다.

## 역 주변
- 동래시장
- 동래고등학교
- 내성초등학교
- 동래경찰서
- 부산낙민초등학교
- 충렬사
- 동해선 동래역
- 동래한양아파트

## 승차량 변동
| 역 노선 | 승차 인원 | 승차 인원 | 승차 인원 | 승차 인원 | 승차 인원 | 승차 인원 | 주 석 |
| 역 노선 | 2011년    | 2012년    | 2013년    | 2014년    | 2015년    | 2016년    | 주 석 |
| ------- | --------- | --------- | --------- | --------- | --------- | --------- | ----- |
| 4호선   | 1706      | 1908      | 1933      | 1940      | 1971      |           | [ 1 ] |

## 사진

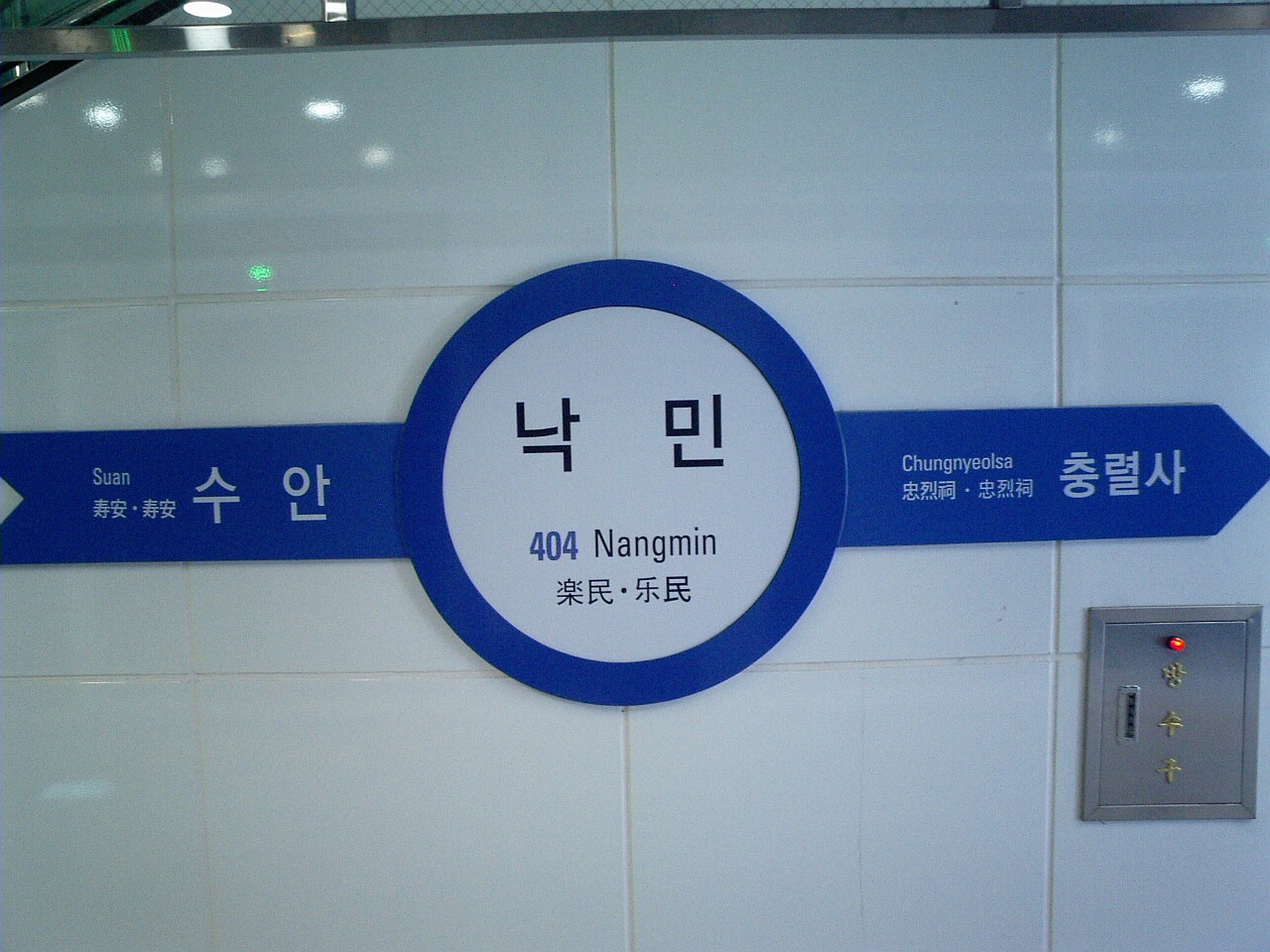
안평 방면 역명판

## 인접한 역
| 부산 도시철도 4호선 | 부산 도시철도 4호선   | 부산 도시철도 4호선  |
| ------------------- | --------------------- | -------------------- |
| 403 수안 미남 방면  | ● 부산 도시철도 4호선 | 405 충렬사 안평 방면 |